# 러브 돈 코스트 어 씽
《러브 돈 코스트 어 씽》(영어: Love Don't Cost a Thing, Love Don't Co$t a Thing으로 표현)은 미국에서 제작된 트로이 바이어 감독의 2003년 청춘 코미디 영화이다. 닉 캐넌, 크리스티나 밀리안 등이 출연하였고, 마크 버그 등이 제작에 참여하였다.

## 출연진
- 닉 캐넌
- 크리스티나 밀리안
- 스티브 하비
- 버네사 벨 캘러웨이
- 애슐리 모니크 클라크
- 엘리무 넬슨
- 앨 톰프슨
- 샘 사퐁
- 키넌 톰프슨
- 캘 펜
- 케빈 크리스티
- 멀리사 슈먼
- 니촐레 갈리시아
- 레이건 고메즈프레스턴
- 니콜 셔징어
- 스튜어트 스콧
- 이마니 파크스
- 게이 토머스 윌슨
- 단테이 바스코
- J.B. 구먼 주니어
- 이언 치들로

## 기타 제작진
- 공동 제작: 키라 데이비스, 나바 레빈, 스티븐 P. 웨그너
- 협력 제작: 알렉산더 H. 게이너
- 배역: 루번 캐넌, 킴 윌리엄스
- 미술: 캐벗 맥멀런
- 의상: 제니퍼 멀리니, 크리스틴 피터스
- 제작 관리: 브래드 애런즈먼, 나바 레빈
- 조감독: 앨릭스 게이너, 스티브 러나노